# Guy Millard
Sir Guy Elwin Millard, KCMG, CVO (* 22. Januar 1917 in London; † 26. April 2013 in Southrop, Gloucestershire, England) war ein britischer Diplomat, der unter anderem zwischen 1967 und 1969 Botschafter des Vereinigten Königreichs in Ungarn, von 1971 bis 1974 Botschafter in Schweden sowie zwischen 1974 und 1976 Botschafter in Italien war.

## Leben
Guy Elwin Millard, Sohn von Colonel Baldwin Salter Millard und dessen Ehefrau Phyllis Mary Tetley, absolvierte nach dem Besuch der Wixenford School und der traditionsreichen, elitären 1611 gegründeten Charterhouse School ein Studium am Pembroke College der University of Cambridge. Dort gewann er 1937 den Ann-Ellen-Prince-Preis für moderne Sprachen. Er trat am 20. September 1939 als Dritter Sekretär (Third Secretary) in den Diplomatischen Dienst (Diplomatic Service) des Außenministeriums (Foreign Office) ein und diente während eines Großteils des Zweiten Weltkrieges in der Royal Navy. Nach seiner Rückkehr arbeitete er eine Zeit lang als Juniorsekretär von Sir Anthony Eden, damals Außenminister und Mitglied des Kriegskabinetts. Er war nach verschiedenen Verwendungen an den Auslandsvertretungen in Frankreich und der Türkei Absolvent des Imperial Defence College (IDC) in London.
Anschließend war Millard zwischen 1955 und 1957 Privatsekretär für auswärtige Angelegenheiten von Premierminister Sir Anthony Eden, wobei er für seine Verdienste während der Sueskrise zum 1. Januar 1957 zum Companion des Order of St Michael and St George (CMG) ernannt wurde. Während seiner Tätigkeit als Botschaftsrat (Counsellor) an der Botschaft im Iran von 1959 bis 1962 wurde er am 7. März 1961 auch zum Commander des Royal Victorian Order (CVO) ernannt. Im Anschluss fungierte er zunächst zwischen 1962 und 1964 als Leiter des Referats West- und Zentralafrika (Head of West and Central Africa Department) im Außenministerium sowie im Anschluss von 1964 bis 1967 als Gesandter bei der Ständigen Vertretung bei der NATO.
Am 12. November 1967 übernahm Guy Millard von Sir Alexander Morley den Posten als Botschafter des Vereinigten Königreichs in Ungarn und verblieb in dieser Funktion in Budapest bis zu seiner Ablösung durch Sir Derek Dodson 1969. Nachdem er von 1970 bis 1971 Gesandter an der Botschaft in den USA war, löste er am 9. November 1971 Archibald Ross als Botschafter in Schweden ab. Dieses Amt in Stockholm hatte er bis 1974 inne und wurde im Anschluss von Sir Samuel Falle abgelöst. Während seiner dortigen Verwendung wurde er zum 1. Januar 1972 für seine Verdienste als Knight Commander des Order of St Michael and St George (KCMG) nobilitiert, wodurch er fortan den Namenszusatz „Sir“ führte. Zuletzt wurde er am 24. Juni 1976 Nachfolger von Sir Patrick Hancock als Botschafter in Italien und verblieb auf diesem Posten in Rom bis zu seinem Eintritt in den Ruhestand 1976, woraufhin Sir Alan Campbell ihn ablöste. Er war von 1977 bis 1983 Vorsitzender der British-Italian Society und wurde 1981 zum Großoffizier des Verdienstordens der Italienischen Republik ernannt.
Guy Millard war zwei Mal verheiratet. Aus seiner ersten 1946 geschlossenen Ehe mit Anne Mackenzie gingen die beiden Kinder Nick und Davinia Millard hervor. 1964 heiratete er in zweiter Ehe Mary Judy Dugdale (1929–2020), Tochter von Lieutenant Commander James George Greville Dugdale (1898–1964) und Pamela Elizabeth Coventry (1901–1990). Aus dieser Ehe gingen mit Charles und James Millard zwei weitere Söhne hervor.